# Distrito electoral de Dannevirke (condado de Howard, Nebraska)
Dannevirke (en inglés: Dannevirke Precinct) es un distrito electoral ubicado en el condado de Howard en el estado estadounidense de Nebraska. En el Censo de 2010 tenía una población de 71 habitantes y una densidad poblacional de 0,79 personas por km².

## Geografía
Dannevirke se encuentra ubicado en las coordenadas 41°19′15″N 98°42′24″O / 41.32083, -98.70667. Según la Oficina del Censo de los Estados Unidos, Dannevirke tiene una superficie total de 89.83 km², que corresponden a tierra firme.

## Demografía
Según el censo de 2010, había 71 personas residiendo en Dannevirke. La densidad de población era de 0,79 hab./km². De los 71 habitantes, Dannevirke estaba compuesto por el 100% blancos.